# Medicínsko-průmyslový komplex
Medicínsko-průmyslový komplex je termín popisující mechanismus, prostřednictvím kterého farmaceutické firmy v součinnosti se zdravotnickými zařízeními budují u veřejnosti a potenciálních pacientů prostředí příznivé ke zvýšenému používání léků (např. analgetik, antidepresiv, doplňkových léčiv, majících minoritní vliv na zdraví pacienta) a využívání služeb ve zdravotnictví. Medicínsko-průmyslový komplex popisuje střety zájmů ve zdravotnictví.
Podle teorií, které o medicínsko-průmyslovém komplexu hovoří, jde o metody, které stimulují používání léků (masívní reklamní kampaně, nabízení úplatků lékařům za podporu léčiv určité značky, …). Motivem je pak zvýšení zisků farmaceutických firem i zdravotnických zařízení.
Termín medicínsko-průmyslového komplexu se cituje též v souvislosti s prostředím volného trhu a privatizovaného zdravotnictví a má být důsledkem aplikace tržního chování těchto ekonomických subjektů na oblast zdravotnictví, nebo, v konečném důsledku, snahy farmaceutických firem maximalizovat zisky za cenu nadměrného předepisování léků či farmaceutických přípravků, s potenciálními dlouhodobými škodlivými účinky na zdraví pacientů.

#### Audiovizuální dokumenty
- Prescription For Disaster, Garry Null, 92 minut
- Your Health: Our Drugs, Garry Null, 103 minut
- We Become Silent, Kevin P. Miller, 28 minut
- Big Bucks, Big Pharma, Amy Goodman, 68 minut
- Medicínsko-farmaceutického komplexu se dotýká i dokument Michaela Moorea SiCKO.